# Boxe aux Jeux africains de 1995
Navigation
Édition précédente Édition suivante
Les compétitions de boxe anglaise de la 6e édition des Jeux africains se sont déroulées du 13 au 23 septembre 1995 à Harare, Zimbabwe.
Mohamed Ali, invité d'honneur, assiste à ces Jeux.
La compétition connaît des scènes de violence avec des bagarres entre boxeurs nigérians et supporters égyptiens, avec notamment des lancers de sièges à travers l'arène.

## Résultats

### Podiums
| Catégories                    | Or                     | Argent             | Bronze                            |
| Poids mi-mouches (-48 kg)     | Masibulele Makepula    | Mohamed Ali Salman | Rasoanaivo Anirent Peter Okolo    |
| Poids mouches (-51 kg)        | Richard Sunee          | Boniface Mukuka    | Moustafa Hassan Arson Mapfumo     |
| Poids coqs (-54 kg)           | Riadh Klai             | Kehinde Aweda      | Duncan Karanja Oscar Chongo       |
| Poids plumes (-57 kg)         | Salih Abdelbary        | Philip Ndou        | Lebon Josian Daniel Attah         |
| Poids légers (-60 kg)         | Irvin Buhlalu          | Denis Zimba        | George Kanyanju Julio Mbouma      |
| Poids super-légers (-63,5 kg) | Haji Ally Matumla      | Aboubacar Diallo   | Peter Bulinga Davies Mwale        |
| Poids welters (-67 kg)        | Kamel Chater           | Evans Ashira       | Khalid Abdelhamid Atangana Ernest |
| Poids super-welters (-71 kg)  | Mohamed Salah Marmouri | Rival Cadeau       | Alexander Kwangwaki Victor Kunene |
| Poids moyens (-75 kg)         | Mohamed Bahari         | Sackey Shivute     | Kabary Salem Dan Mathunjwa        |
| Poids mi-lourds (-81 kg)      | Peter Odhiambo Opiyo   | Paul Mbongo        | Roland Raforme Sybrand Botes      |
| Poids lourds (-91 kg)         | Omar Ahmed Rajab       | Nedjadi Belahouel  | Friday Ahunanya Mutizwa Collice   |
| Poids super-lourds (+91 kg)   | Duncan Dokiwari        | Liadi Al-Hassan    | Kamaga Pono Mariambo Ayim         |

## Tableau des médailles
| Place | Pays              | Médaille d'or, Afrique | Médaille d'argent, Afrique | Médaille de bronze, Afrique | Total |
| ----- | ----------------- | ---------------------- | -------------------------- | --------------------------- | ----- |
| 1     | Tunisie           | 3                      | 0                          | 0                           | 3     |
| 2     | Kenya             | 2                      | 1                          | 4                           | 7     |
| 3     | Afrique du Sud    | 2                      | 1                          | 2                           | 5     |
| 4     | Égypte            | 1                      | 1                          | 3                           | 5     |
| 4     | Nigeria           | 1                      | 1                          | 3                           | 5     |
| 6     | Algérie           | 1                      | 1                          | 0                           | 2     |
| 7     | Maurice           | 1                      | 0                          | 1                           | 2     |
| 8     | Tanzanie          | 1                      | 0                          | 0                           | 1     |
| 9     | Zambie            | 0                      | 2                          | 2                           | 4     |
| 10    | Cameroun          | 0                      | 1                          | 1                           | 2     |
| 10    | Seychelles        | 0                      | 1                          | 1                           | 2     |
| 12    | Ghana             | 0                      | 1                          | 0                           | 1     |
| 12    | Guinée            | 0                      | 1                          | 0                           | 1     |
| 12    | Namibie           | 0                      | 1                          | 0                           | 1     |
| 15    | Zimbabwe          | 0                      | 0                          | 3                           | 3     |
| 16    | Botswana          | 0                      | 0                          | 1                           | 1     |
| 16    | Gabon             | 0                      | 0                          | 1                           | 1     |
| 16    | Madagascar        | 0                      | 0                          | 1                           | 1     |
| 16    | Swaziland         | 0                      | 0                          | 1                           | 1     |
| Total | 19 pays médaillés | 12                     | 12                         | 24                          | 48    |